# Metropolitano de Shenzhen
Metrô de Shenzhen (深圳地铁) é o sistema de metropolitano da cidade de Shenzhen, na província de Cantão, China . As linhas e extensões mais recentes, inauguradas em 27 de dezembro de 2024, colocam a rede em cerca de 595 quilômetros de trilhos. Atualmente opera em 17 linhas com 398 estações. Apesar de ter sido inaugurado apenas em 28 de dezembro de 2004, o Metrô de Shenzhen é o quinto maior sistema de metrô do mundo. Até 2035, a rede deverá ser composta por 8 linhas expressas e 24 não expressas, totalizando 1.142 quilômetros de trilhos.